# Фрідеманн Ґеце
Фрідеманн Ґеце (нім. Friedemann Götze; 26 лютого 1871, Штаде — 22 травня 1946) — німецький військовик, бригадефюрер СС.

## Біографія
Син депутата міської ради, потім — земельного радника. В 1890 році вступив в Прусську армію. Учасник Першої світової війни. У 1919 році бився в Прибалтиці в складі фрайкору. Після демобілізації армії залишений в рейхсвері. В 1924 році вийшов у відставку і вступив у заборонену НСДАП. В 1926 році вийшов з партії і вступив у Танненберзький союз. В 1933 році виключений з союзу Еріхом Людендорфом як «нацистський інформатор». В грудні 1934 року вступив в СС (посвідчення №261 405) і був зарахований в особистий штаб рейхсфюрера СС. З 1 лютого 1935 року — викладач тактики юнкерського училища СС в Брауншвейзі, на початку 1937 року очолив училище. В 1937 році повторно вступив в НСДАП (квиток №5 220 132). Восени 1938 року вийшов на пенсію. Окрім вище згаданих посад, Геце також був почесним суддею Народної судової палати. На початку Другої світової війни відновлений на службі в СС, з жовтня 1939 по березень 1942 року очолював відділ підрахунку втрат Головного кадрового управління СС.

## Звання
- Кандидат в офіцери (1 березня 1890)
- Другий лейтенант (22 серпня 1891)
- Перший лейтенант (16 листопада 1899)
- Гауптман без патенту (17 листопада 1906)
  - 18 липня 1907 року отримав патент.
- Майор (8 листопада 1914)
- Оберстлейтенант (1 листопада 1920)
- Оберст (1 грудня 1922)
- Оберштурмбаннфюрер СС (1 лютого 1935)
- Штандартенфюрер СС (30 квітня 1936)
- Оберфюрер СС (30 січня 1937)
- Бригадефюрер СС (9 листопада 1938)

## Нагороди
- Столітня медаль
- Орден Червоного орла 4-го класу
- Залізний хрест 2-го і 1-го класу
- Військовий Хрест Фрідріха-Августа (Ольденбург) 2-го і 1-го класу
- Хрест «За військові заслуги» (Мекленбург-Шверін) 2-го класу
- Королівський орден дому Гогенцоллернів, лицарський хрест з мечами (31 січня 1918)
- Нагрудний знак «За поранення» в чорному
- Хрест «За вислугу років» (Пруссія)
- Балтійський хрест
- Почесний хрест ветерана війни з мечами (1934)
- Цивільний знак СС (№119 567)
- Йольський свічник (16 грудня 1935)
- Почесна шпага рейхсфюрера СС (1 грудня 1937)
- Медаль «У пам'ять 13 березня 1938 року»
- Медаль «У пам'ять 1 жовтня 1938»
- Хрест Воєнних заслуг 2-го класу з мечами (1941)
- Кільце «Мертва голова» (30 січня 1942)